# ئی‌ام‌دی جی۱۲
ئی‌ام‌دی جی۱۲ (انگلیسی: EMD G12) یک لوکوموتیو دیزلی ساخت شرکت جنرال موتورز دیزل و الکترو-موتیو دیویژن بوده است.
این لوکوموتیو که مابین سال‌های ۱۹۵۳ تا ۱۹۶۸ تولید می‌شده دارای ۱۲ سیلندر و ۱۰۹ تن وزن بوده است.

## نگارخانه

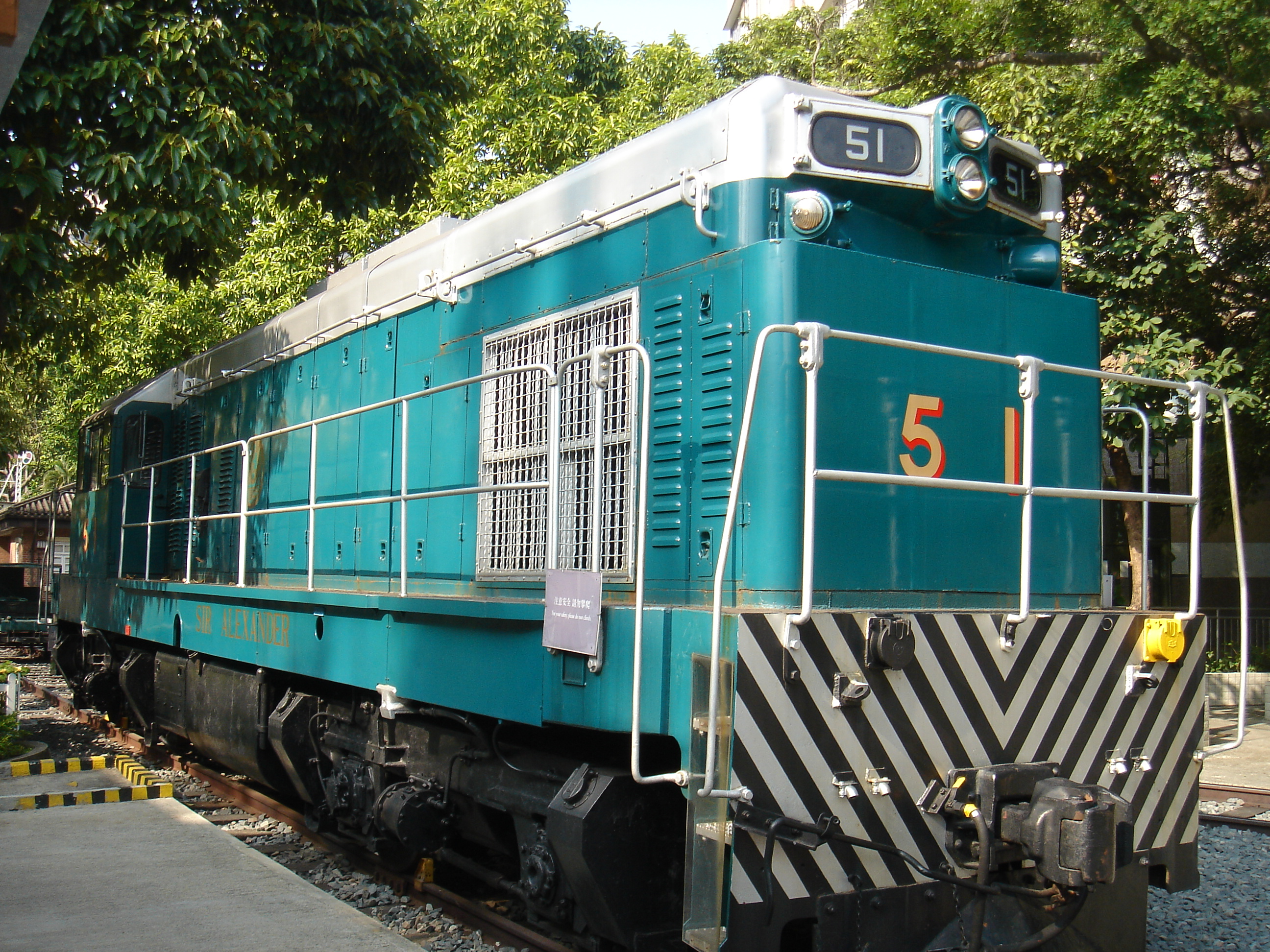
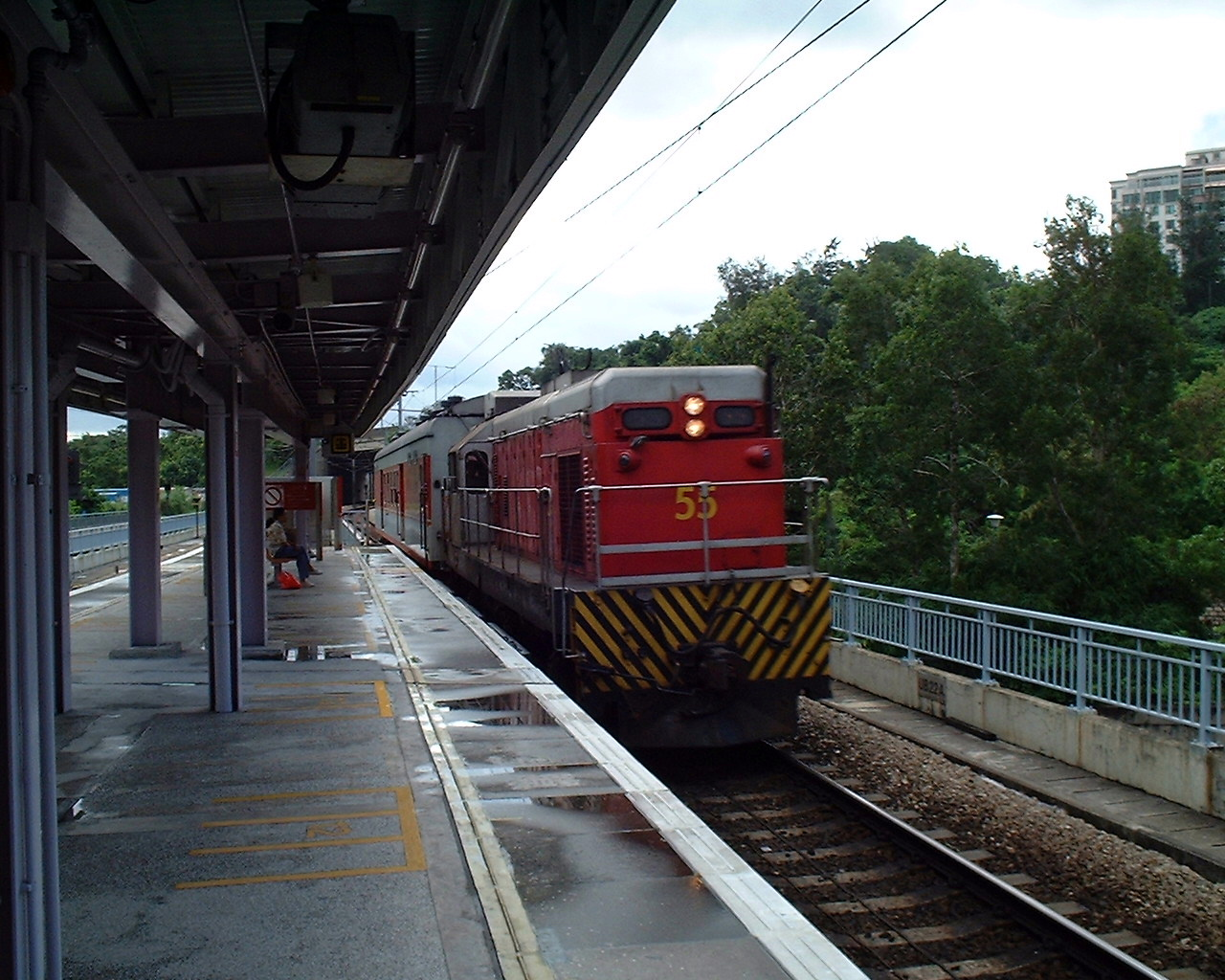
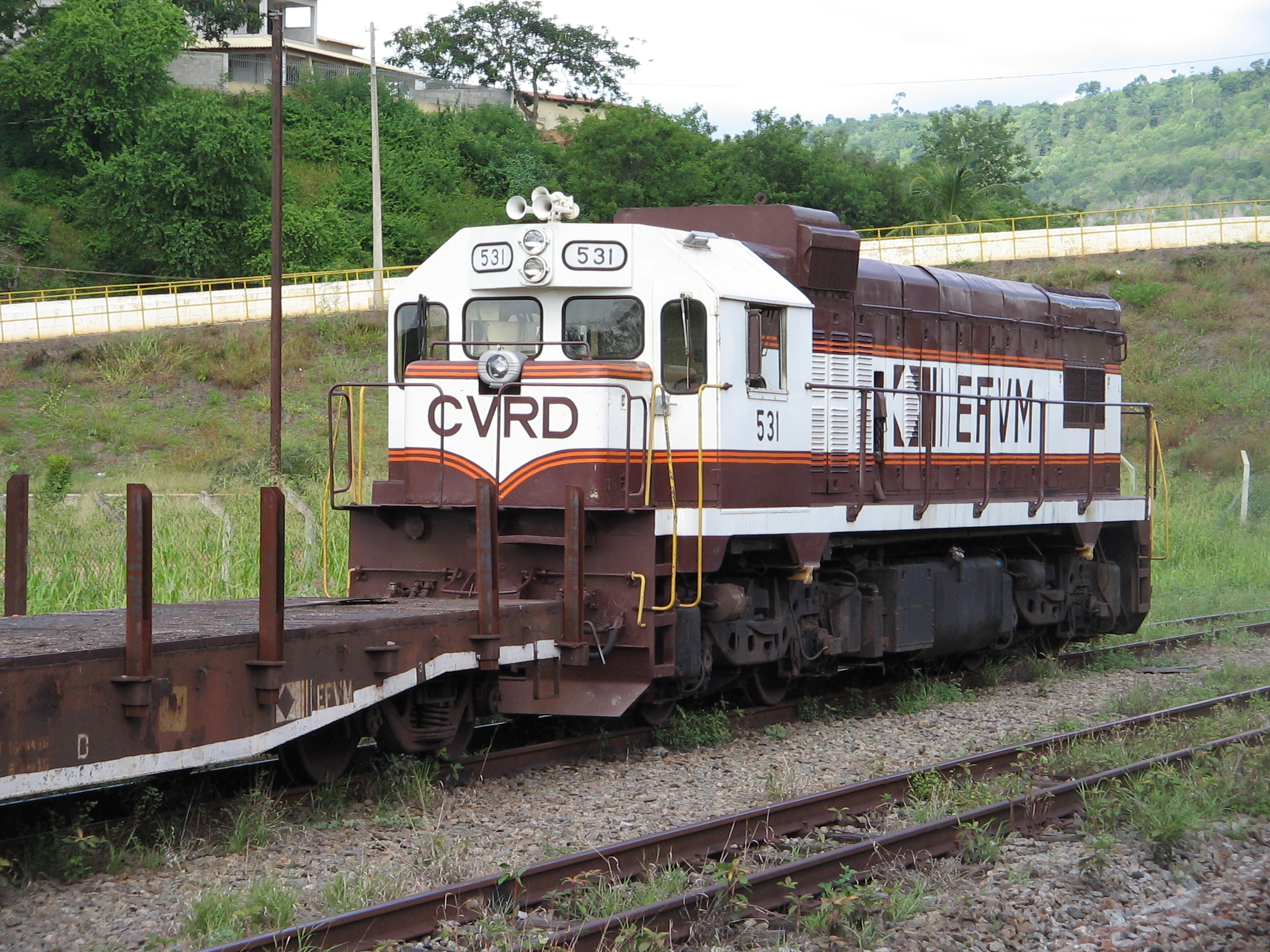
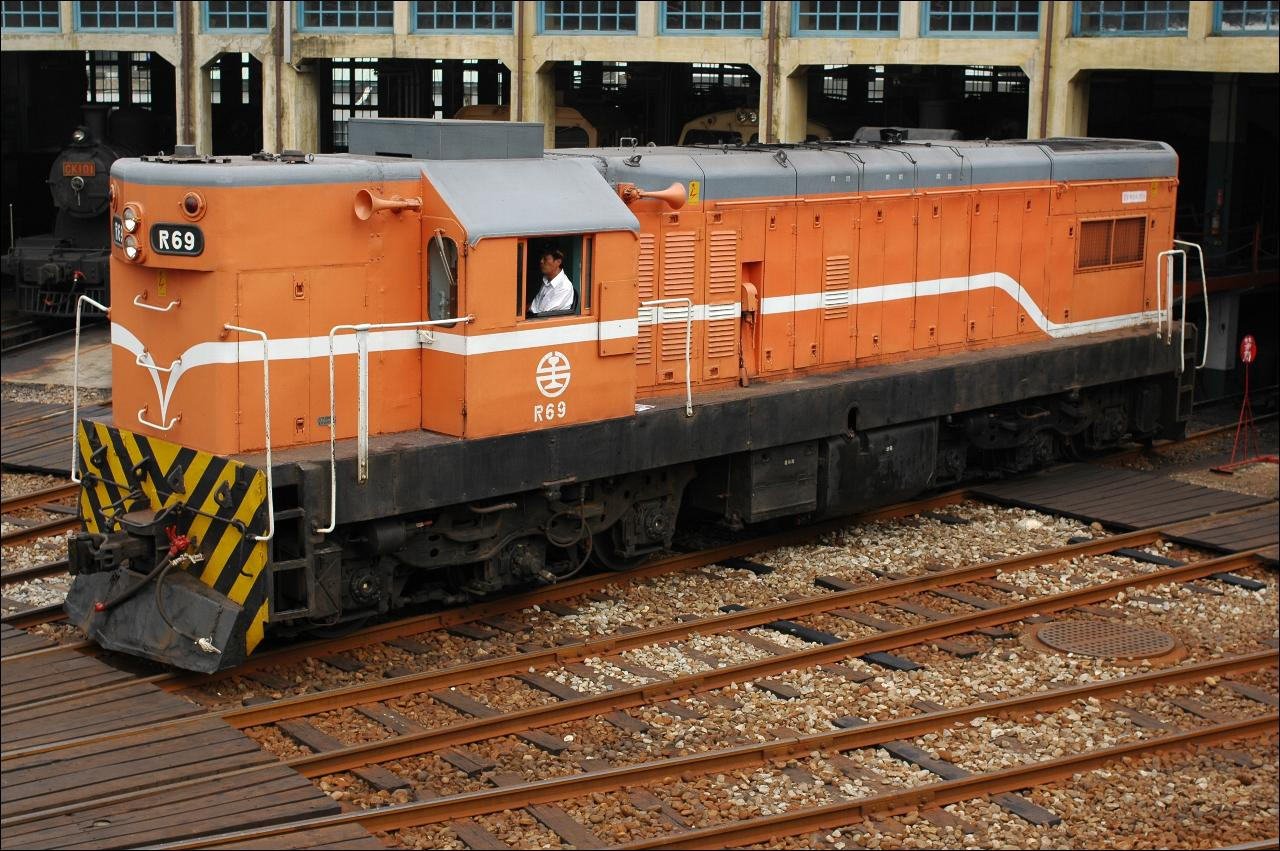
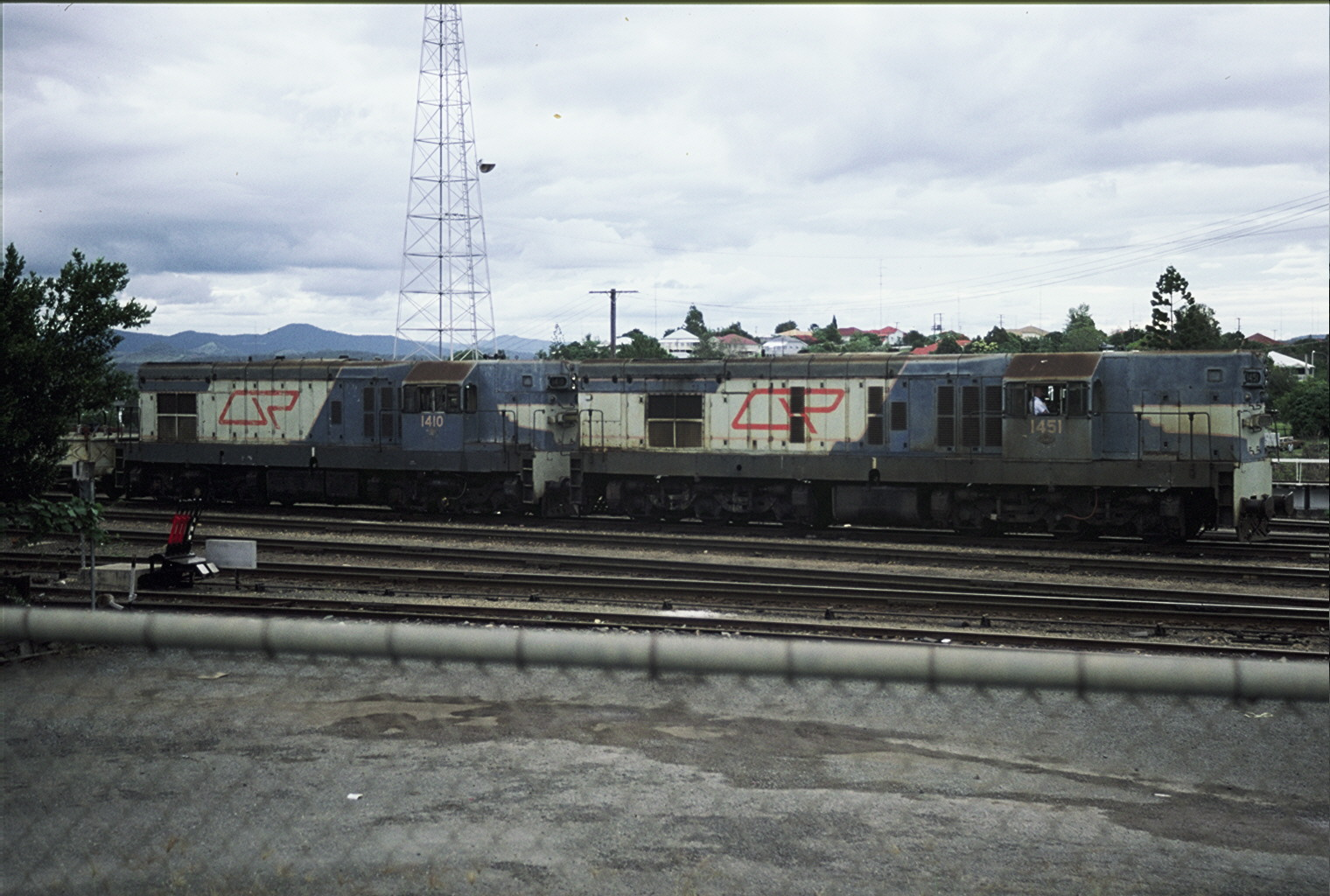
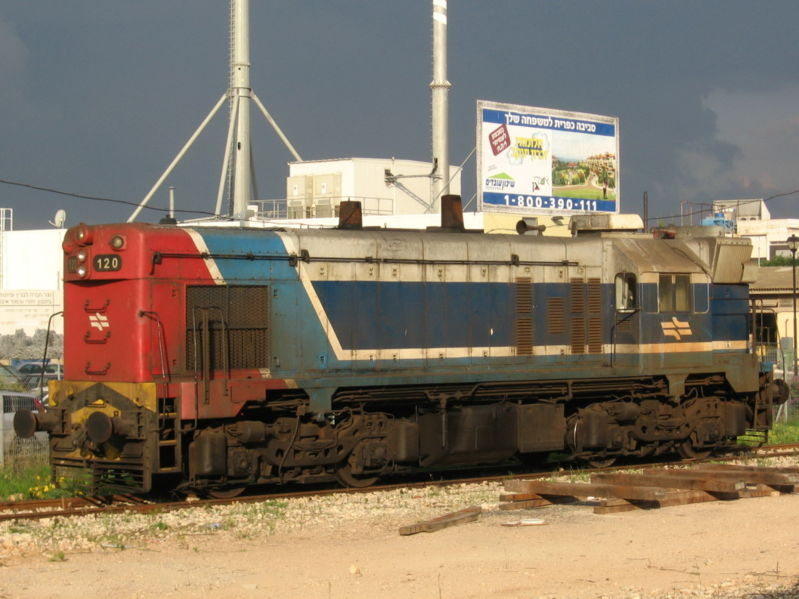
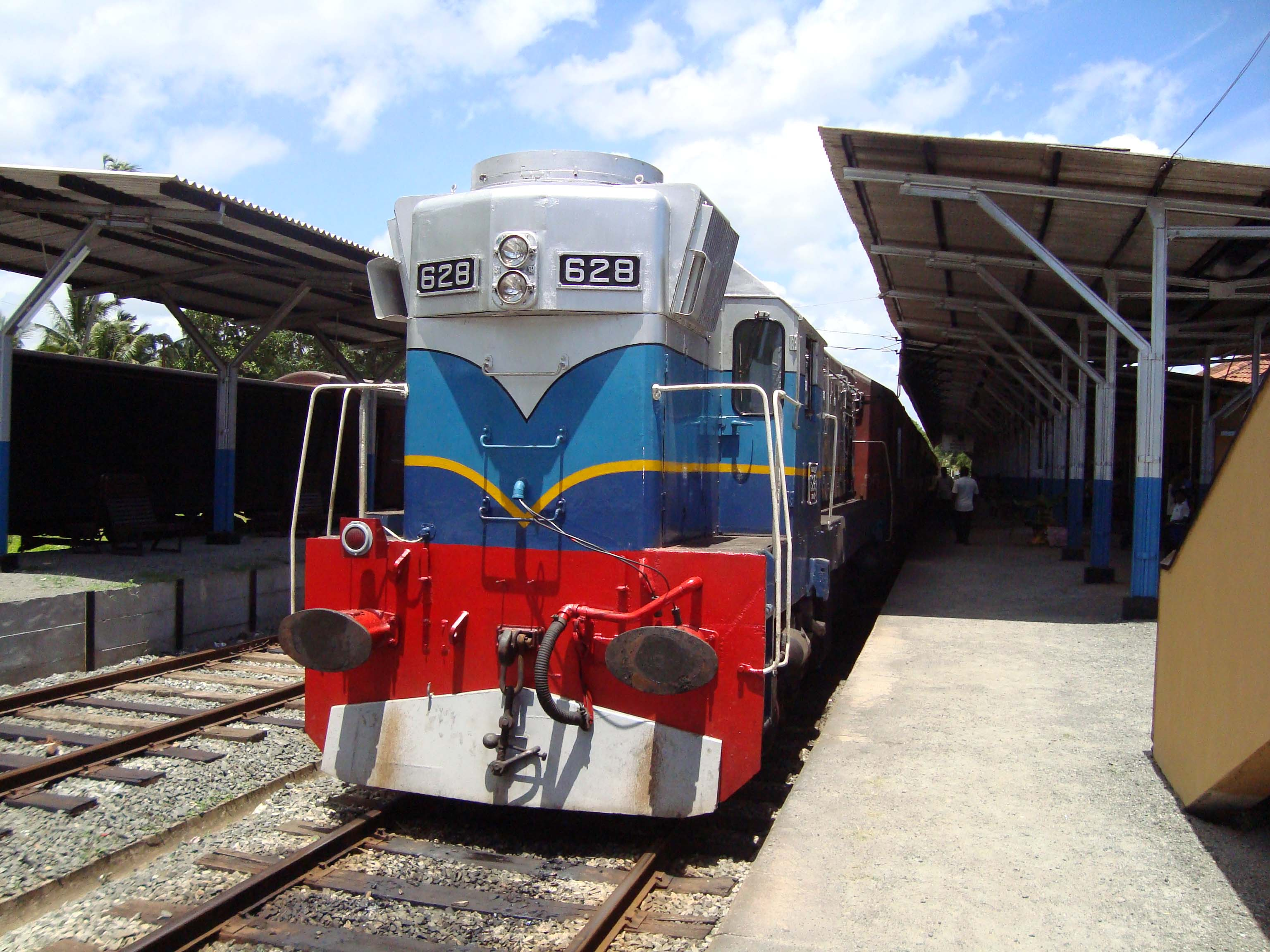
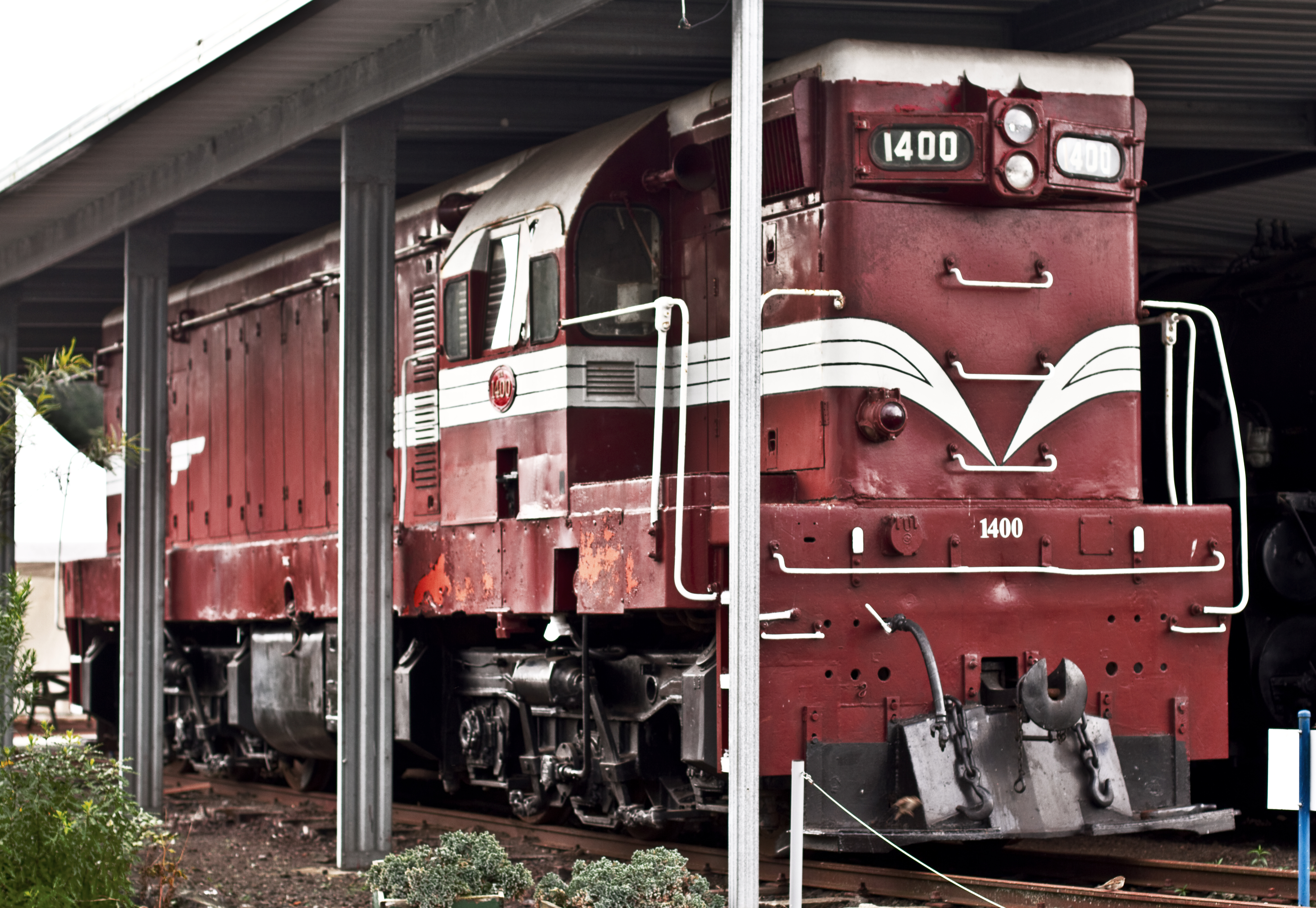
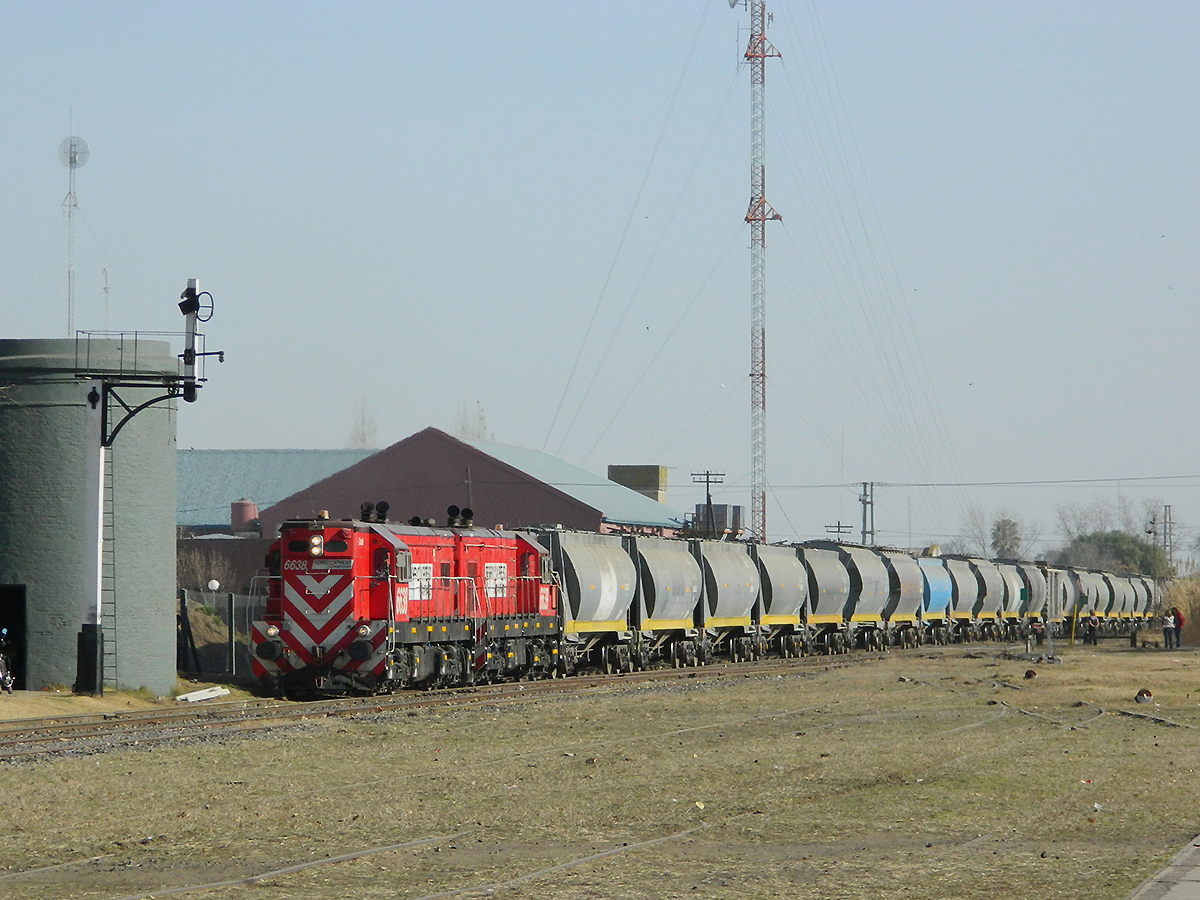